# کال نخاب
کال نخاب یک روستا در ایران است که در دهستان رقه واقع شده است. این روستا در شهرستان بشرویه بخش ارسک دهستان رقه قرار دارد. مردم این روستا به کار کشاورزی و دامداری مشغول هستند.